# Боксдорф
Боксдорф (нім. Bocksdorf) — місто та община на сході Австрії в окрузі Гюссінг у федеральній землі Бургенланд.

## Історія
До 1920 року місто належало до Угорщини, де називалось Баксафалу. Після Першої світової війни місто відійшло до новоствореної республіки Бургенланд. У 1922 Бургенланд став частиною Австрії.

## Населення
Згідно з переписом 2011 року населення становило 808 осіб.

## Політика
У міську раду входить 15 депутатів. З 2012 року 7 місць займають представники партії Landbund, 6 місць — СДПА (Соціал-демократична партія Австрії), 2 місця — АНП (Австрійська народна партія).
Мером міста з 2007 року є Адольф Шабхюттль з партії Landbund, що був переобраний у 2012 році.

## Виноски
- Географічний довідник Бургенланду(нім.)
- Реформування общин Австрії в 1945—2015 роках. [Архівовано 5 січня 2016 у Wayback Machine.] Quelle: Statistik Austria(нім.)
- Регіональні підрозділи Австрії [Архівовано 6 січня 2016 у Wayback Machine.] Quelle: Statistik Austria(нім.)
- Бургхардт, Эндрю Ф. Политическая география Бургенланда — Вашингтон: Национальная академия наук, 1958 — С. 352 [Архівовано 4 березня 2016 у Wayback Machine.](нім.)
- Офіційний сайт [Архівовано 11 квітня 2022 у Wayback Machine.](нім.)